# 26122 Antonysutton
26122 Antonysutton è un asteroide della fascia principale. Scoperto nel 1992, presenta un'orbita caratterizzata da un semiasse maggiore pari a 2,5190935 au e da un'eccentricità di 0,0676278, inclinata di 4,56062° rispetto all'eclittica.
L'asteroide è dedicato all'economista statunitense Antony Cyril Sutton.